# (4690) Estrasburgo
(4690) Estrasburgo es un asteroide perteneciente al cinturón interior de asteroides descubierto por Brian A. Skiff el 9 de enero de 1983 desde la Estación Anderson Mesa, en Flagstaff, Estados Unidos.

## Designación y nombre
Estrasburgo fue designado al principio como 1983 AJ.
Posteriormente, en 1996, se nombró por la ciudad francesa de Estrasburgo.

## Características orbitales
Estrasburgo está situado a una distancia media del Sol de 1,937 ua, pudiendo acercarse hasta 1,727 ua y alejarse hasta 2,148 ua. Su excentricidad es 0,1085 y la inclinación orbital 16,91 grados. Emplea 985 días en completar una órbita alrededor del Sol.
Estrasburgo forma parte del grupo asteroidal de Hungaria.

## Características físicas
La magnitud absoluta de Estrasburgo es 13,5 y el periodo de rotación de 69,2 horas.